# Aanneming van werk
Aanneming van werk is de overeenkomst waarbij de aannemer met een opdrachtgever overeenkomt een werk van stoffelijke aard tot stand te brengen tegen een door de opdrachtgever te betalen prijs in volle onafhankelijkheid, maar zonder vertegenwoordigingsbevoegdheid. Daarbij moet het gaan om werk dat niet in een dienstbetrekking wordt verricht.

## Wettelijke regeling in Nederland
De aanneming is een bijzondere overeenkomst en is geregeld in titel 12 van boek 7 van het Nederlandse Burgerlijk Wetboek. De wet geeft een aantal algemene regels, die voor iedere aanneming gelden, daarnaast is er een aparte afdeling voor de bouw van een woning voor een natuurlijk persoon die niet handelt in de uitoefening van een beroep of bedrijf. In een aannemersovereenkomst kan worden afgeweken van de algemene regels. Een uitzondering hierop is dat niet ten nadele van de natuurlijk persoon kan worden afgeweken van de aparte afdeling voor de bouw van een woning voor een natuurlijk persoon die niet handelt in de uitoefening van een beroep of bedrijf. Binnen de bouwsector wordt veel gebruikgemaakt van de Uniforme Administratieve Voorwaarden 2012 of de Uniforme Administratieve Voorwaarden voor Geïntegreerde Contractvormen. Welke voorwaarden gebruikt wordt, is afhankelijk van de werkzaamheden die worden uitgevoerd.  

## Wettelijke regeling in België
Aanneming van werk of een aannemingsovereenkomst is in België een overeenkomst waarbij een opdrachtgever een aannemer de opdracht geeft om tegen betaling een bepaald werk uit te voeren door materiële handelingen te stellen. De aannemer voert dit werk uit in volledige onafhankelijkheid, maar zonder vertegenwoordigingsbevoegdheid. In de context van een bouw- of architectuurcontract spreekt men niet over een opdrachtgever, maar over een bouwheer.
Aanneming van werk is gebrekkig geregeld in België: de wetgeving ter zake is vaak onvolledig en sterk verspreid over verschillende wetteksten. Daarom speelt rechtspraak een belangrijke rol, hoewel deze ook vaak verdeeld is.
Het Burgerlijk Wetboek regelt slechts bepaalde vormen van aanneming:
- de artikelen 1782-1786 BW betreffen regels over vervoer;
- de artikelen 1787-1799 BW regelen bouwcontracten.

Deze regels vertonen veel lacunes en moeten worden aangevuld met het algemeen contractenrecht en gebruiken binnen bepaalde beroepsgroepen in overeenstemming met artikel 1135 BW.
De regels m.b.t. consumentenkoop (vanaf artikel 1649bis BW) zijn relevant in het kader van aannemingsovereenkomsten met consumenten. Bovendien spelen in dat kader ook de regels van het Wetboek van Economisch Recht.
In een b2b-context (onderneming - onderneming) is de b2b-wet van 4 april ter bescherming van ondernemingen tegen onrechtmatige bedingen, misbruik van economische afhankelijkheid en oneerlijke marktpraktijken belangrijk.
Voor overheidsopdrachten moet worden gekeken naar de Wet van 17 juni 2016 inzake overheidsopdrachten.